# Eisenbahnersportverein Admira Wien
Eisenbahnersportverein Admira Wien (in italiano Gruppo sportivo ferroviario Admira di Vienna), colloquialmente Admira, fu un club calcistico austriaco del distretto viennese di Jedlesee.
Nato nel 1905. vinse 8 titoli di campione austriaco e 5 coppe d'Austria prima di fondersi, nel 1971, con il Wacker per formare l'Admira/Wacker.
Tra il 1933 e il 1966 la squadra adottò, per i propri incontri interni, Stadion an der Hopfengasse, tuttora esistente e utilizzato dal Floridsdorfer; successivamente, fino alla fusione, ebbe come terreno interno il Bundesstadion Südstadt, che è ancora l'impianto della squadra erede dell'Admira e del Wacker.
I colori sociali del club erano il bianco e il nero.

## Storia

### Fondazione e primi anni
Il calcio moderno in Austria "nasce" il 15 novembre 1894, quando First Vienna e Cricketer disputano la prima partita con le regole della FA inglese.
Solo tre anni dopo, il calcio è già una realtà importante nella capitale asburgica, e anche nel distretto di Floridsdorf - in particolare, nel quartiere di Jedlesee, nel nord-est della città - nasce un club di calcio: è lo Sportklub Sturm, fondato da Josef Schmidt.
Pochi mesi dopo altri atleti locali danno vita ad un'altra squadra, battezzata Admira in onore di un transatlantico che aveva riportato in patria dall'America alcuni di questi giocatori. La prima formazione era composta da Franz Scheppe, Heinrich Feld, Franz Hansal, Karl Brückl, Georg Lang, Tram Gromann, Heinrich Rottogiero, Johann Reschberger, Karl Walsek, Johann Pohl e Karl Frank.
La fondazione di questa nuova squadra portò i giocatori dello Sturm a decidere di sciogliere il club e aderire al nuovo sodalizio, che giocava le partite al campo del Geyerwiese, un terreno vicino al Danubio ed a rischio esondazione. S'impose così il trasferimento al nuovo terreno denominato Kirchenlacke.
Contemporaneamente, altre due squadre della zona, il Burschenschaft Einigkeit e lo Sportklub Vindobona decisero di fondersi, il 1º ottobre 1905, dando vita ad un nuovo club, dai colori sociali bianco-neri, che richiamava nel nome 1. Groß-Floridsdorfer Sportklub Admira l'eredità del preesistente Admira, recentemente dissolto. Primo presidente fu eletto Friedrich Geyer; la squadra era formata da Richard Grill, Johann Gehr, Josef Geyer, Georg Wiche, Ferdinand Frank, Johann Rehor, Hans Kammerer, Johann Summer, Johann Wiesner e Josef Buchmann. La squadra utilizzava il Kirchenlacke come terreno di giuoco, e la locanda Gasthaus Blauensteiner come prima sede.

### I primi campionati e l'ascesa in 1. Klasse

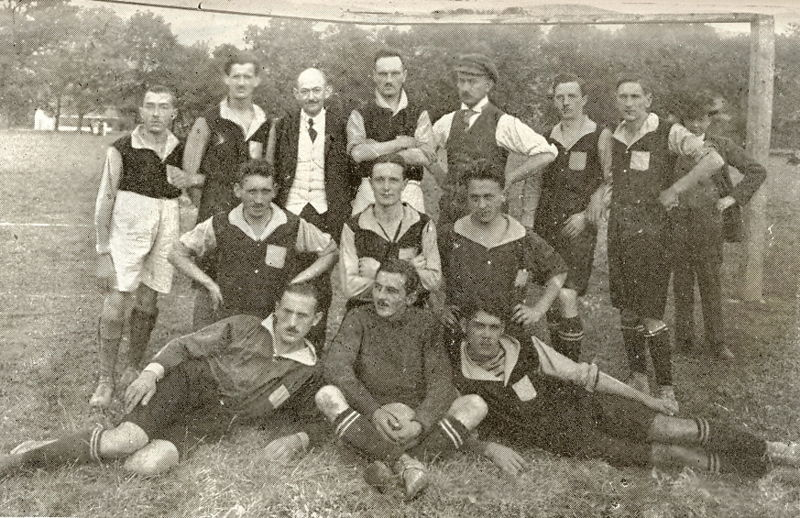
La prima formazione dell'Admira (1905)

La prima vittoria significativa del nuovo club arrivò in un torneo a sei organizzato al velodromo di Korneuburg nel 1906, di fronte a diversi importanti club viennesi. Un'altra pietra miliare nella storia del club fu la costruzione, avvenuta nel 1909, del primo vero stadio in muratura, il Deublergasse Stadion, antistante la fabbrica Pollack & Söhne, in Jedlesee.
Sino al 1911 il club rimase in 2. Klasse, ma quell'anno accadde un incidente che rischiò di bloccare sul nascere l'attività dell'Admira: era stata invitata a Vienna la squadra del Preßburger Torna-Elf, di Bratislava, per una partita giocata al di fuori dei tornei federali, allo scopo di organizzare delle scommesse. Questo fatto causò l'esclusione della squadra dalla ÖFV, come da regolamento. Il tentativo dell'Admira di creare una nuova federazione, in opposizione alla ÖFV, fallì ed il club rientrò nei ranghi federali, partendo dalla categoria più bassa, la 4. Klasse, nel campionato 1911-1912.
Questo fatto rallentò notevolmente l'ascesa del club ai massimi livelli, sebbene nelle due stagioni successive arrivassero altrettante promozioni. Nella 4. Klasse 1911-1912 l'Admira segnò complessivamente 122 reti subendone solo 8, nella 3. Klasse 1912-1913 88 marcature all'attivo e 12 al passivo, risalendo fino alla 2. Klasse alla vigilia della guerra. Qui, però, ben 9 giocatori furono chiamati alle armi, e l'attività calcistica proseguì in tono minore. Nel 1914 il nome fu semplificato in Sportklub Admira e, l'anno seguente, con la squadra che occupava la prima posizione al termine del girone d'andata, il torneo fu sospeso per cause belliche e così i bianco-neri dovettero attendere il 1919 per festeggiare la promozione e l'esordio in 1. Klasse, con il secondo posto finale alle spalle del First Vienna, nel campionato di seconda divisione.
Questa promozione, nonostante tutto, avvenne in circostanze piuttosto spiacevoli: infatti la promozione per la squadra giunta seconda venne decisa al termine della stagione, e provocò le rimostranze dello Hakoah, che avrebbe avuto buone possibilità di finire seconda, ma aveva giocato le ultime partite della stagione senza la giusta convinzione, dato che il First Vienna era ormai fuori portata.

### Il primo trionfo in campionato
Nelle prime stagioni in massima divisione, l'Admira rimase sempre nelle zone basse della classifica. Nella stagione 1919-1920, la prima in 1. Klasse, la squadra terminò ultima, e non venne retrocessa solo per una riforma che portò da 12 a 13 le squadre di 1. Klasse. L'anno seguente, solo il quoziente reti salvò gli Admiraner a spese del Wiener AC.
Dopo un 9º posto nella stagione 1921-1922, l'Admira iniziò la scalata ai vertici del calcio austriaco: nel 1922-1923 arrivò al 3º posto, dietro Rapid e Amateure. In questi anni nacque la rivalità con il Floridsdorfer AC, dovuta alla vicinanza delle due squadre, entrambe nel 21º distretto, ed alla comune militanza in 1. Klasse. Dopo aver ottenuto un 4º posto nel 1926, l'Admira riuscì sorprendentemente a vincere il titolo del 1927, precedendo di 3 punto il Brigittenauer AC, sorprendente neopromossa che grazie al proprio portiere Franz Köhler aveva subito solo 19 reti in 23 partite. Le due squadre s'incontrarono all'ultimo turno di campionato, divise da un solo punto (Admira 34, Brigittenauer 33) e davanti a 20.000 spettatori, in un BAC-Platz esaurito. La superiorità dell'attacco bianco-nero formato da Ignaz Sigl, Johann Klima, Karl Stoiber, Anton Schall e Franz Runge ebbe la meglio sulla migliore difesa del campionato, in una partita terminata 5-0 che consegnò il primo titolo nazionale all'Admira. Schall ottenne anche il titolo di capocannoniere.
Sempre nella stessa stagione l'Admira avanzò fino alle semifinali di Coppa d'Austria. I precedenti contro le "grandi" erano terminati con eliminazioni nette: 0-6 col Wiener AC nel 1922, 1-4 col First nel 1926. Questa volta, contro il Rapid Vienna, la partita terminò in parità (2-2), e gli Admiraner cedettero solo nella ripetizione, per 3-4.
In qualità di campione d'Austria, l'Admira prese parte alla prima edizione della Coppa Mitropa, nel 1927. Accoppiata allo Sparta Praga nel primo turno, fu sconfitta nettamente a Praga per 5-1, ma riuscì comunque a vincere la partita di ritorno a Vienna per 5-3, il 21 agosto 1927, dopo essere stata in vantaggio per 5-1 al 60º minuto, con la possibilità di arrivare alla ripetizione. I cechi si laurearono poi campioni in finale contro l'altra squadra austriaca, il Rapid Vienna.

### Tra le grandi d'Europa
Nella stagione 1927-1928 l'Admira concede il bis in campionato, precedendo di 3 punti il Rapid Vienna. Schall fu ancora una volta capocannoniere, segnando 36 reti in 26 partite, nuovo record assoluto. Il 20 maggio 1927, nella finale di Coppa d'Austria allo Hohe Warte, l'Admira conquistò il double, grazie al 2-1 sul Wiener AC, con reti di Sigl e Runge. Durante questa partita, i bianconeri furono seguiti da numerosi tifosi del Rapid Vienna, squadra che in caso di double da parte dell'Admira, avrebbe preso parte alla Coppa Mitropa come seconda classificata in campionato, cosa che appunto avvenne.
In Europa, l'Admira raggiunse le semifinali di Coppa Mitropa, superando con un complessivo 6-4 lo Slavia Praga, al termine di due tiratissime partite nel primo turno. Contro il Ferencváros in semifinale, i bianconeri persero entrambe le partite (1-2 e 0-1); per il secondo anno consecutivo l'Admira veniva eliminato dalla squadra poi vincitrice della coppa.
Per i tre anni seguenti la squadra concluse il campionato al secondo posto, dietro a Rapid Vienna e First. Nella stagione 1931-1932 arrivò il terzo titolo, con due punti di vantaggio sul First Vienna. La partita decisiva, il 12 giugno 1932, contro i rivali del Floridsdorfer AC, fu vinta per 4-1, solo due settimane prima del trionfo in finale di Coppa d'Austria, ancora contro il Wiener AC (6-1). In Coppa Mitropa ancora un'eliminazione precoce, contro lo Slavia Praga nel primo turno.
Ma il punto più alto della storia del club è stato raggiunto nel 1934, con la conquista di campionato e coppa d'Austria, e la finale di Coppa Mitropa. In Coppa d'Austria la finale contro il Rapid Vienna fu un trionfo: 8-0, la più larga vittoria di sempre in una finale di coppa, nonché la più pesante sconfitta nella storia del Rapid. La linea d'attacco L. Vogl–Hahnemann–Stoiber–Schall–A. Vogl, ed il cosiddetto "triangolo" di Vogl con Hanreiter e Urbanek suscitò sul giovane Ernst Ocwirk una "profonda impressione", come egli stesso confessò nella sua autobiografia.
Con il nazionale Platzer in porta, reduce dal 4º posto ai Mondiali, il cammino europeo cominciò con l'eliminazione del Napoli (2-2 e 5-0), e quindi dello Sparta Praga (4-0 e 2-3), prima delle semifinali contro i campioni d'Italia della Juventus, nelle cui file militavano, tra gli altri, Orsi, Combi, Bertolini, Ferrari e Monti, freschi campioni del Mondo. L'andata, a Vienna, terminò 3-1 per i bianconeri d'Austria, mentre al ritorno i torinesi riuscirono a vincere per 2-1: l'Admira era in finale contro il Bologna.
La finale d'andata si giocò il 5 settembre 1934 a Vienna, e vide la vittoria dell'Admira per 3-2. Quattro giorni dopo, a Bologna, i felsinei ribaltarono il risultato vincendo 4-1 e conquistando la coppa. In entrambe le partite, gli Admiraner schierarono Platzer, Pavlicek, Janda; Urbanek, Humenberger, Mirschitzka; Sigl, Hahnemann, Stoiber, Schall e Vogel.

### La fine dell'età d'oro e il Nazionalsocialismo
Dopo i grandi successi del 1934, l'Admira non poté difendere il titolo, arrivando dietro l'imponente Rapid, che rimase imbattuto in campionato. In Coppa Mitropa uscì negli ottavi di finale contro l'Hungária/MTK. Ma già nel 1935-1936 gli Admiraner tornarono al titolo, il quinto della storia, grazie soprattutto alle reti di Willy Hahnemann, capocannoniere della I. Liga.
Eliminato dai cecoslovacchi del Prostějov nella Mitropa, il club bianconero difese con successo il titolo nella stagione 1936-1937, subendo solo una sconfitta in tutta la stagione, ad opera del neopromosso FavAC. Terminato il torneo a parità di punti con l'Austria Vienna, un migliore quoziente reti decide a favore dell'Admira.
Nell'edizione 1937 della Coppa Mitropa i bianconeri superano il primo turno contro lo Sparta Praga allo spareggio (2-0), dopo due pareggi per 1-1 e 2-2. L'andata dei quarti di finale, contro il Genova 1893, il 4 luglio a Vienna, finisce 2-2, ed è caratterizzato dalla veemente reazione del pubblico viennese al saluto fascista dei giocatori italiani. Il ritorno avrebbe dovuto giocarsi a Genova una settimana più tardi, ma gli Admiraner non partirono mai per l'Italia. L'Austria era stata annessa alla Germania nazionalsocialista, e il gesto di protesta dei tifosi non poteva essere tollerato.
Dopo l'Anschluss, l'Admira ha sofferto particolarmente gli effetti di tale annessione. Un episodio clamoroso avvenne nel 1939, in occasione della finale per il titolo tedesco contro lo Schalke 04.
La rivalità tra le due squadre iniziò a manifestarsi prima dell'inizio della partita, che si giocava a Berlino. Il club della Ruhr era particolarmente impopolare in Austria perché molto colluso col regime, infatti tre dei suoi giocatori - tra cui Fritz Szepan ed Ernst Kuzorra - erano iscritti al Partito Nazista. Come se non bastasse, durante la partita furono espulsi tre giocatori dell'Admira, e i bianconeri furono duramente sconfitti 9-0. Szepan, dopo aver provocato il giovane Fritz Klacl, fu da questi colpito con un pugno, cosa che gli costò la squalifica a vita.
Per stemperare gli animi, le due società decisero di organizzare una partita amichevole di "riconciliazione", il 4 novembre 1940 a Vienna. Curiosamente, fu chiamato a dirigere la partita lo stesso arbitro della finale di pochi mesi prima, Schulz. Questi, ancora una volta, espelle due giocatori bianconeri, attirandosi l'odio dei 50.000 spettatori, che aggrediscono arbitro e giocatori ospiti, attaccando l'autobus dello Schalke e l'auto del Gauleiter Baldur von Schirach, cui furono forati gli pneumatici.
Con lo scoppio della seconda guerra mondiale, molti dei giocatori del club vennero mandati al fronte. Nel 1943 il club fu retrocesso per la prima volta nella sua storia, e solo nel 1944 recuperò il posto in Gauliga.

### A metà classifica
Nella prima stagione del dopoguerra, l'Admira ha dovuto lottare di nuovo per la propria sopravvivenza sportiva, salvandosi solo per quoziente reti ai danni dell'Helfort. Decisiva una grande vittoria all'ultima giornata contro il Rapid Oberlaa (8-0), mentre l'Helfort perdeva 2-1 dall'Austria Vienna.
Anche nelle successive stagioni, il club è rimasto a metà classifica, ben lontano dal periodo di splendore degli anni trenta. Nella stagione 1947-1948 l'Admira raggiunse la finale nella fase viennese della Coppa d'Austria, contro l'Austria Vienna, dopo aver eliminato il Wiener Sport-Club nei quarti di finale, sfida decisa dopo ben due spareggi (2-2, 2-2 e 2-1), e il First Vienna in semifinale. In finale, davanti a 30.000 spettatori al Prater, l'Austria Vienna s'impose per 2-1. Questo risultato, unito al 3º posto della stagione successiva, costituì il punto più alto del dopoguerra, fino agli anni sessanta.
Nel frattempo, precisamente nel 1951, era avvenuta la fusione con l'Eisenbahnersportverein Wien, con conseguente cambio di denominazione in Eisenbahnersportverein Admira Wien. Le ristrettezze economiche del club non consentono l'allestimento di squadre competitive, e la squadra veleggia a metà classifica. Nel campionato 1958-1959 chiude al 12º posto, con 3 punti di vantaggio sul retrocesso Kapfenberger SV. L'anno seguente, arriva l'ultimo posto e la retrocessione in Regionalliga.
Tuttavia, grazie alla sponsorizzazione della NEWAG/NIOGAS, l'Admira - ora denominata ESV Admira-NÖ Energie Wien - recupera immediatamente il posto in Staatsliga A, e costruisce squadre sempre più competitive grazie ai fondi messi a disposizione dalla società del gas della Bassa Austria.

### L'ultimo titolo e la fusione
L'Admira raggiunge presto i risultati auspicati dal nuovo sponsor. Nella stagione del ritorno in Staatsliga A (1961-1962) chiude al 3º posto, dietro a LASK Linz ed Austria Vienna, nel 1963-1964 arriva dopo 30 anni in finale di Coppa d'Austria, dove il gol di Walter Stamm decide la sfida contro i violette.
Nuovi investimenti erano stati fatti per portare l'Admira-Energie a vincere il titolo. Nella stagione 1964-1965 esso era sfuggito per un solo punto, a vantaggio del LASK Linz.
Un vero colpo di fortuna si rivelò il trasferimento del portiere jugoslavo Vukicević, che nel torneo 1965-1966, subì solo 14 gol in 25 partite, e in Coppa d'Austria un gol in quattro presenze. Ma proprio a fine stagione Vuki s'infortunò, e dovette essere sostituito dalla sua riserva Draxelmayer, che comunque assolse più che positivamente al suo compito. Nella finale di coppa, contro il Rapid Vienna, decise un gol di Anton "Burli" Herzog, padre del futuro Rapidler Andreas; nell'ultima gara di campionato, contro l'Austria Vienna e davanti a 15.000 spettatori, arrivò la vittoria e il quarto double nella storia dell'Admira.
Dopo il 1966, il ritiro dello sponsor NEWAG/NIOGAS segnò l'inizio di una nuova crisi per l'Admira. Il trasferimento della squadra dal nord di Vienna a Maria Enzersdorf, nella Bassa Austria, il cambio di ben tre stadi in un anno (dall'Hopfengasse allo Stadion der Stadt Mödling, quindi al Bundesstadion Südstadt) e una nuova crisi finanziaria segnarono le ultime stagioni di vita del club. In questo clima, cominciano le ricerche di una squadra disponibile ad una fusione, in particolare l'Austria Vienna. Dopo due tentativi falliti per la fusione coi violette, nel 1971 si concretizzò l'unione con un altro sodalizio della capitale, il Wacker, appena retrocesso in Regionalliga. Nacque così l'Admira/Wacker, squadra che può fregiarsi del palmarès di entrambe le formazioni.

## Stadio
L'Admira ha giocato inizialmente al Kirchenlacke, dal 1905 al 1909, anno in cui si trasferì nell'impianto di Deublergasse, dove rimase fino al 1933.
Dal 1933 al 1966 giocò allo stadio Hopfengasse, quindi allo Stadion der Stadt Mödling, a Mödling (1966), e nel Bundesstadion Südstadt di Maria Enzersdorf, dal 1967. Questo impianto, capace di 12.000 spettatori, continua ad essere usato dall'Admira/Wacker.

## Giocatori

### Capocannonieri del campionato
- 1926-1927: Anton Schall (27 gol)
- 1927-1928: Anton Schall (36 gol)
- 1928-1929: Anton Schall (21 gol)
- 1930-1931: Anton Schall (25 gol)
- 1931-1932: Anton Schall (22 gol)
- 1935-1936: Wilhelm Hahnemann (23 gol)
- 1948-1949: Erich Habitzl (23 gol)
- 1970-1971: Wilhelm Kreuz (26 gol)

## Palmarès

### Competizioni nazionali
- Campionato austriaco: 8

1926-1927, 1927-1928, 1931-1932, 1933-1934, 1935-1936, 1936-1937, 1938-1939, 1965-1966
- Coppa d'Austria: 5

1927-1928, 1931-1932, 1933-1934, 1963-1964, 1965-1966
- Campione di Regionalliga Ost: 1

1960-1961

### Altri piazzamenti
- Campionato austriaco:

Secondo posto: 1928-1929, 1929-1930, 1930-1931, 1934-1935, 1962-1963
Terzo posto: 1922-1923, 1932-1933, 1948-1949
- Coppa d'Austria:

Finalista: 1914-1915
Semifinalista: 1921-1922
- Campionato tedesco:

Secondo posto: 1938-1939
- Coppa dell'Europa Centrale:

Finalista: 1934
Semifinalista: 1928

## Stagioni passate
- 1927-1928